# The Whole Nine Yards
The Whole Nine Yards é um filme estadunidense de 2000, dirigido por Jonathan Lynn e estrelado por Bruce Willis e Matthew Perry. Teve uma sequência lançada em 2004 sob o título de The Whole Ten Yards.

## Sinopse
Nicholas "Oz" Oseransky (Matthew Perry) é um dentista que mora num subúrbio de Montreal, com uma vida monótona, e com uma esposa vigarista, interpretada por Rosanna Arquette. Seu tédio é interrompido quando Jimmy "O Tulipa" Tudeski (Bruce Willis), grande golpista que fugiu de Chicago por envolver-se em um crime com uma família perigosa, se muda para a sua rua. O ex-assassino profissional denunciou os crimes de seu antigo padrão às autoridades, e agora precisa escapar da ira de um importante chefão da máfia russa.
Apesar das diferenças de Oz e Jimmy, os dois se envolvem em uma trama complicada, na qual ambos correm o risco de serem assassinados. As coisas se complicam quando entra em cena Michael Clarke Duncan, que interpreta um parceiro de Tudesky, e Nastasha Henstridge, interpretando a ex-esposa do matador.
Enquanto filmava o filme The Whole Nine Yards, Matthew Perry fez uma aposta com Willis que se o filme fosse para abrir em 1º lugar nas bilheterias em sua semana de estreia, ele teria que aparecer em Friends gratuitamente. O filme estreou em 1 º lugar, Bruce Willis estrelou no seriado de graça e doou o dinheiro que ganhou para a caridade.

## Elenco
- Bruce Willis -          Jimmy "O Tulipa" Tudeski
- Matthew Perry -         Nicholas "Oz" Oseransky
- Rosanna Arquette -      Sophie Oseransky
- Michael Clarke Duncan - Frankie Figs
- Natasha Henstridge -    Cynthia Tudeski
- Amanda Peet -           Jill St. Claire
- Kevin Pollak -          Yanni Gogolack
- Harland Williams -      Officer Steve
- Carmen Ferland -        Sophie's Mom
- Serge Christianssens -  Mr. Boulez
- Renee M.Le Guerrier -   Waitress
- Jean-Guy Bouchard -     Mover
- Howard Bilerman -       Dave Martin
- Johnny Goar -           Hungarian Hood
- Deano Clavet -          Polish Pug